# Risto Siltanen
Risto Siltanen (* 31. Oktober 1958 in Mänttä) ist ein ehemaliger finnischer Eishockeyspieler, der in seiner aktiven Zeit von 1973 bis 1997 unter anderem für die Edmonton Oilers, Hartford Whalers und Québec Nordiques in der National Hockey League gespielt hat.

## Karriere
Risto Siltanen begann seine Karriere als Eishockeyspieler im Nachwuchsbereich von Ilves Tampere, für dessen Profimannschaft er in der Saison 1976/77 sein Debüt in der SM-liiga gab, wobei er in 36 Spielen zehn Tore erzielte und sieben Vorlagen gab. Aufgrund seiner Leistungen wurde er daraufhin in das All-Star Team der SM-liiga gewählt und erhielt die Auszeichnung als bester Neuprofi des Jahres (Jarmo Wasaman muistopalkinto). Im Anschluss an die folgende Spielzeit wurde der Verteidiger im NHL Amateur Draft 1978 in der elften Runde als insgesamt 173. Spieler von den St. Louis Blues ausgewählt, für die er allerdings nie spielte. Stattdessen unterschrieb er bei den Edmonton Oilers aus der World Hockey Association, in der er die Saison 1978/79 beendete, nachdem er die Spielzeit noch bei Ilves in der SM-liiga begonnen hatte. Auch nach der Auflösung der WHA und dem Wechsel Edmontons in die National Hockey League blieb der Finne dem Team aus Alberta erhalten, mit dem er insgesamt drei Jahre lang in der NHL antrat.
Am 19. August 1982 wurde Siltanen zusammen mit den Rechten an Brent Loney im Tausch für Ken Linseman und Don Nachbaur an die Hartford Whalers abgegeben, für die er vier Spielzeiten lang in der NHL auf dem Eis stand, ehe er kurz vor dem Ende der Trade Deadline in der Saison 1985/86 für John Anderson zu den Québec Nordiques transferiert wurde. Für die Nordiques aus der NHL und deren Farmteam Fredericton Express aus der American Hockey League lief der Rechtsschütze ebenso ein Jahr lang auf, wie anschließend für den SC Bern aus der Schweizer Nationalliga A. Von 1988 bis 1996 stand der ehemalige Nationalspieler je vier Jahre lang für seinen Ex-Club Ilves Tampere in der SM-liiga sowie TuTo Turku zunächst in der zweitklassigen I divisioona und anschließend ebenfalls in der SM-liiga auf dem Eis. Mit Ilves scheiterte Siltanen in der Saison 1989/90 erst im Finale der Meisterschafts-Playoffs am TPS Turku, während er mit TuTo Hockey 1994 den Aufstieg in die SM-liiga erreichte.
Seine Karriere beendete Siltanen im Alter von 38 Jahren im Anschluss an die Saison 1996/97, in der er für den SC Bietigheim-Bissingen in der drittklassigen 2. Liga Süd antrat und mit dem er den Aufstieg in die 1. Liga erreichte.

### International
Für Finnland nahm Siltanen an den Junioren-Weltmeisterschaften 1977 und 1978, sowie den Weltmeisterschaften 1977, 1978 und 1983 teil.

## Erfolge und Auszeichnungen
| - 1977 SM-liiga All-Star-Team - 1977 Jarmo Wasaman muistopalkinto (Bester Rookie der SM-liiga) - 1989 SM-liiga All-Star-Team - 1990 Finnischer Vizemeister mit Ilves Tampere | - 1990 SM-liiga All-Star-Team - 1990 Lynces Academici Defenceman Award - 1994 Aufstieg in die SM-liiga mit TuTo Turku - 1997 Aufstieg in die 1. Liga mit dem SC Bietigheim-Bissingen |

### International
- 1977 All-Star-Team bei der Junioren-Weltmeisterschaft
- 1978 All-Star-Team bei der Junioren-Weltmeisterschaft